# LOVE LOVE SHOW
「LOVE LOVE SHOW」（ラブラブショー）は、THE YELLOW MONKEY12作目のシングル。1997年4月19日にファンハウスから発売された。

## 概要
- 前作「楽園」からおよそ半年ぶり、6thアルバム『SICKS』リリース後初のシングル。非公認ベストアルバム『TRIAD YEARS actII〜THE VERY BEST OF THE YELLOW MONKEY』と同時リリースされた。
- ノンタイアップながら5週連続TOP10入りするなどロングヒットし、売り上げは前作を若干上回った。この楽曲のヒットに対して吉井は「ノンタイアップながら売れたこと、初登場4位ながら上の順位の楽曲よりもチャートに残り続けたことを誇りに思いたい」「チャートのトップに行く曲よりも、チャートにずっと残る曲が凄い曲だと思う」と語っている。[1]
- 2010年に結成20周年記念企画の一環で発売されたユニクロとのコラボレーションTシャツには、後述のアニメで描かれたTHE YELLOW MONKEYの4人がデザインされたものがバリエーションに存在する。

## 制作背景
- 吉井曰く「100万枚売れることを意識した楽曲である」と語っている[1]。また、「『LOVE LOVE SHOW』で間口を広げ、聴き手の警戒心をなくした後に『BURN』をズドンとリリースしたかった」と語っている[1]。

## 収録曲
1. LOVE LOVE SHOW
（作詞・作曲：吉井和哉 / 編曲：THE YELLOW MONKEY）

7thアルバム『PUNCH DRUNKARD』には再レコーディングされ、テンポアップしたアルバムバージョンが収録されている。また、次シングルの「BURN」には英語バージョンが収録されており、直訳ではなく歌詞の内容自体もかなり変化している。
2. NAI
（作詞・作曲：吉井和哉 / 編曲：THE YELLOW MONKEY）
メンバー選曲の『MOTHER OF ALL THE BEST』のDISC1の1曲目に収録された。ファンの間でも人気が高く、『イエモン-FAN'S BEST SELECTION-』ファン投票の26位に入選し、A面「LOVE LOVE SHOW」の28位を上回った。
3. LOVE LOVE SHOW (Instrumental)
（作曲：吉井和哉 / 編曲：THE YELLOW MONKEY）

## ミュージックビデオ
「LOVE LOVE SHOW」のミュージックビデオにはアニメが多用されており、歌詞に合わせて演出に使用されている。また、後半はアニメで描かれたTHE YELLOW MONKEYの4人が登場する。またこのPVでは、吉井はギターを演奏している。監督は高橋栄樹。このPVのモチーフは日本が舞台となった『007は二度死ぬ』である。吉井は衣装にスーツケースに全て赤紅色であるが、このスーツケースは空港のイメージを作るために撮影中に用意した。
旧・公式ファンクラブ「Petticoat Lane」時代に「LOVE LOVE SHOW」ミュージック・ビデオのワン・シーンを印刷した下敷きが会員継続特典として付いたことがある。下敷きの裏面は「LOVE LOVE SHOW」の楽譜と歌詞が印刷されている。
21stシングル「SHOCK HEARTS」のPVには「LOVE LOVE SHOW」PVの映像が数秒間使用されている。

## 収録作品
LOVE LOVE SHOW
- 「BURN」（1997年7月24日）※英語バージョン
- 『PUNCH DRUNKARD』（1998年3月4日）※アルバムバージョン
- 『SO ALIVE』（1999年5月26日）※ライブテイク
- 『GOLDEN YEARS Singles 1996-2001』（2001年6月13日）
- 『MOTHER OF ALL THE BEST』（2004年12月8日）※DISC1にシングルバージョン、初回盤DISC3に英語バージョン
- 『CLIMAX Cool〜男性ヴォーカル・セレクション』（2010年8月18日）※コンピレーション・アルバム
- 『Live Loud』DISC1 ※ライブテイク

NAI
- 『MOTHER OF ALL THE BEST』（2004年12月8日）

## カバー
LOVE LOVE SHOW
- 奥田民生（2009年12月19日、アルバム『THIS IS FOR YOU〜THE YELLOW MONKEY TRIBUTE ALBUM』）
- Crush Tears（2010年12月15日、シングル「LOVE LOVE SHOW/Shangri-La」）
- ドクター・キャピタル（2020年10月19日、ドクター・キャピタルYouTube公式動画「THE YELLOW MONKEY の LOVE LOVE SHOW - Dr. Capital」）※前半は「LOVE LOVE SHOW」のリズムギターとコード進行の日本語解説。後半で日本語の楽曲カバー。

NAI
- 吉井和哉（2018年6月6日、ソロLIVE Blu-ray BOX『1228』）※セルフカバー